# Brevicoryne brassicae
Brevicoryne brassicae (cunoscută în limbaj popular sub numele de „păduchele cenușiu al verzei”) este o specie de insecte dăunătoare cu o largă răspândire în lume. Este o afidă care afectează culturile de varză, conopidă, gulie sau ridiche.